# Ерато (Армения)
Вижте пояснителната страница за други личности с името Ерато.
Ерато (на арменски: Էրատո) е царица на Велика Армения и последен владетел на царството от династията на Арташесидите.

## Живот
Дъщеря е на Тигран III и полусестра и съпруга на Тигран IV (във вековете преди християнството бракове между роднини (кръвосмесителните) са честа практика в елинистическите култури, за да се запази чистотата на царската кръв). Тя е единственият арменски владетел, който се е качва на трона три пъти. Ерато управлява съвместно с Тигран IV от 12 до 5 пр.н.е.; от 4 пр.н.е. до 1 г. и след смъртта му от 1 до 12 г.
Римският император Октавиан Август изпраща Тиберий да направи цар Артавазд III, който е чичо на Тигран IV и Ерато. С помощта на партския цар Фраат V, Тигран и Ерато започват гражданска война. Партското царство скоро след това оттегля подкрепата си за да избегне пълномащабна война срещу Рим. Гай Цезар е изпратен в Армения да спре гражданската война, но преди пристигането му Тигран IV е убит по време на вълненията и управлението на Армения е поверено на Ариобарзан II от Медия Атропатена, който е мидиец по произход. Ариобарзан е убит и Октавиан Август номинира за нов цар синът му – Артавазд IV. Но населението на Армения е уморено от чуждестранни управници и Август е принуден да преразгледа номинацията си и да даде трона на Тигран V (от Арташесидите, с неясен произход). Арменските благородници недоволни от Тигран V, се разбунтуват и връщат Ерато като царица. Тя е свалена през 11 или 12 г. при неизяснени обстоятелства и с това се слага край на управлението на династията на Арташесидите. Август решава да запази Армения като васално царство, вместо да я присъедини към империята. През 12 г. Вонон I от Партия е направен цар на Армения от Август.